# Tour of Beijing
Die Tour of Beijing (dt. Peking-Rundfahrt, chin. 环北京职业公路自行车赛) ist ein ehemaliges chinesisches Straßenradrennen.
Das Etappenrennen wurde im November 2010 vorgestellt und ab 2011 über fünf Etappen ausgetragen. Das Rennen war innerhalb der UCI WorldTour der vorletzte bzw. letzte Wettbewerb und der einzige, der auf dem asiatischen Kontinent ausgetragen wurde.
Ein Rennen unter demselben Namen wurde bereits 2002 und 2003 ausgerichtet.
Im September 2014 verkündete der Präsident des Weltradsportverbandes Union Cycliste Internationale (UCI) Brian Cookson, dass die Auflage des Rennens im Jahre 2014 die vorerst letzte sein werde. Die Gründe dafür sind vielfältig: So wird das Rennen von der Global Cycling Promotion (GCP) organisiert, die sich im Besitz der UCI befindet; diese Tatsache wurde als Interessenkonflikt kritisiert. Auch gelang es nicht, das Rennen in die Gewinnzone zu bringen. Zudem, so Cookson, bedeute die Luftverschmutzung in Peking eine zu große Belastung für die Sportler.

## Sieger
- 2014  Philippe Gilbert
- 2013  Beñat Intxausti
- 2012  Tony Martin
- 2011  Tony Martin
- 2004–2010 keine Austragung
- 2003  Glen Chadwick
- 2002 kein Ergebnis